# Brigida Bianchi
Brigida Bianchi, även känd som Aurelia Fedeli, född 1613 i Venedig, död 1703 i Paris, var en italiensk skådespelare och poet.
Hennes förste make är okänd, men hon gifte sig för andra gången med Augustin Romagnesi och för tredje gången med Marc Antonio Bianchi (död 1660), och hennes många olika namn har lett till en del förväxlingar i historisk litteratur. Hon blev mor till författaren Marc Antonio Romagnesi. 
Hon är bekräftad som verksam i teatersällskapet IA Fidenzi år 1638, och var då en populär skådespelare inom hjältinneroller i Italien. Hon var från 1640 ofta engagerad vid det franska hovet, där hon blev en framstående hovskådespelare som favoriserades av drottningregenten Anna av Österrike. Hon hade en framgångsrik karriär vid den italienska teatern i Paris och i det franska hovet, där hon med vissa avbrott uppträdde fram till 1660. Efter sin tredje makes död 1660 fick hon pension efter maken, som varit hovskådespelare, och tycks därefter ha bott i Paris, där hon 1683 fick franskt medborgarskap. 
Verk
- L'inganno fortunato,overo l'amata aborrita,comedia bellissima transportata dallo spagnuolo con alcune poesie musicali composte in diversi tempi (Paris, 1659), pjäs
- I rifiuti di Pindo (Paris 1666), en samling sånger och kompositioner för musik